# 323 (číslo)
Tři sta dvacet tři je přirozené číslo, které následuje po čísle tři sta dvacet dva a předchází číslu tři sta dvacet čtyři. Římskými číslicemi se zapisuje CCCXXIII a řeckými číslicemi τκγ.

## Matematika
323 je:
- Poloprvočíslo
- Nešťastné číslo
- Motzkinovo číslo
- Součet devíti po sobě jdoucích prvočísel (19 + 23 + 29 + 31 + 37 + 41 + 43 + 47 + 53)

## Astronomie
- (323) Brucia je planetka hlavního pásu, kterou objevil v roce 1891 Max Wolf

## Doprava
- Silnice II/323 je česká silnice II. třídy vedoucí na trase II/333 – Rohovládova Bělá – Dobřenice – Nechanice – I/35[1]

## Roky
- 323
- 323 př. n. l.